# 154141 Kertész
(154141) Kertész, denumire internațională (154141) Kertesz, este un asteroid din centura principală de asteroizi.

## Descriere
154141 Kertész este un asteroid din centura principală de asteroizi. A fost descoperit pe 12 martie 2002 la Observatorul Palomar de Krisztián Sárneczky. Asteroidul prezintă o orbită caracterizată de o semiaxă mare de 3,03 ua, o excentricitate de 0,16 și o înclinație de 1,3° în raport cu ecliptica.